# En riktig man (TV-serie)
En riktig man (engelska: A Man in Full) är en amerikansk dramaserie som är regisserad av Regina King efter ett manus av David E. Kelley. Serien är baserad på Tom Wolfes roman med samma namn och släpptes på strömningstjänsten Netflix den 2 maj 2024. Seriens första säsong består av sex avsnitt.

## Handling
Serien kretsar kring affärs- och politiska intressen som krockar i och med att Charlie Crokers atlantabaserade fastighetsbolag får ekonomiska bekymmer. Croker försvarar sig mot personer som försöker kapitalisera på hans problem.

## Rollista (i urval)
- Jeff Daniels – Charlie Croker
- Diane Lane – Martha Croker
- William Jackson Harper – Wes Jordan
- Aml Ameen – Roger White
- Tom Pelphrey – Raymond Peepgrass
- Sarah Jones – Serena Croker
- Jon Michael Hill – Conrad Hensley
- Chanté Adams – Jill Hensley
- Lucy Liu – Joyce Newman
- Bill Camp – Harry Zale
- Evan Roe – Wally Croker